# Calamovilfa brevipilis
Calamovilfa brevipilis är en gräsart som först beskrevs av John Torrey, och fick sitt nu gällande namn av Frank Lamson Scribner. Calamovilfa brevipilis ingår i släktet Calamovilfa och familjen gräs. Inga underarter finns listade i Catalogue of Life.